# رائول پائولی
رائول پائولی (فرانسوی: Raoul Paoli‎; ۲۴ نوامبر ۱۸۸۷ – ۲۳ مارس ۱۹۶۰) قایقران روئینگ، پرتاب‌گر دیسک و وزنه، کشتی‌گیر فرنگی، بوکسور و بازیگر اهل فرانسه بود.
وی در مسابقات کشوری و بین‌المللی در مجموع برندهٔ ۱ مدال برنز شده‌است.